# Thomas Nörber

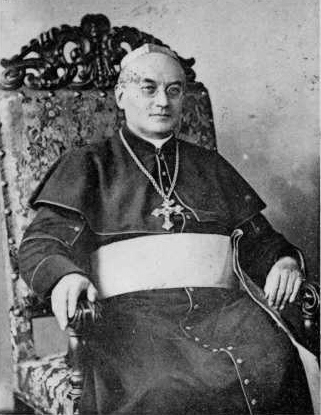
Thomas Nörber, Porträt von Wilhelm Kuntzemüller

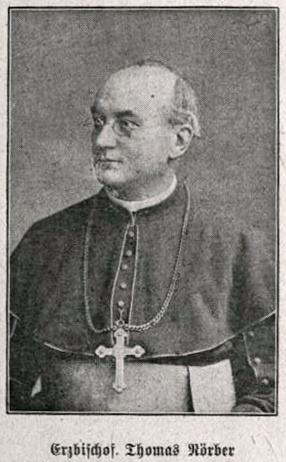
Erzbischof Thomas Nörber, Bild vom Nachruf in der „Stadt Gottes“, Jahrgang 1920

Thomas Nörber (* 19. Dezember 1846 in Waldstetten; † 27. Juli 1920 in Freiburg im Breisgau) war von 1898 bis 1920 Erzbischof von Freiburg.

## Leben
Thomas Nörber war das zweite von sieben Kindern des Schneidermeisters Gottfried Nörber und dessen Ehefrau Magdalena, geborene Herold. Nach seiner Priesterweihe am 24. Juli 1870 wurde er auf verschiedene Vikarsstellen entsandt. Bis 1889 war er an der Mannheimer Jesuitenkirche tätig und wurde dann als Pfarrverweser nach Seckach versetzt und ein Jahr später nach Hardheim. Im September 1888 wurde er, noch immer nur als Pfarrverweser, nach Lichtental versetzt, vor allem wohl deswegen, weil seine ohnehin labile Gesundheit unter der anstrengenden Arbeit in Hardheim sehr gelitten hatte. Im Sommer 1889 wurde ihm dann schließlich die Pfarrei Tiergarten bei Oberkirch verliehen. Lange freilich blieb er nicht im Renchtal, denn schon zum 3. April 1891 wurde er, dem inständigen Bitten und Drängen der Klosterfrauen vom Heiligen Grab in Baden-Baden entsprechend, Klosterpfarrer in Baden-Baden. Dort erhielt er am 2. August 1898 die Nachricht, dass ihn das Domkapitel zum Erzbischof gewählt und Papst Leo XIII. die Ernennung bestätigt hatte.

Wappen von Erzbischof Nörber

Thomas Nörbers Wahl war nicht nur für ihn und seine Zeitgenossen sehr überraschend, da er bis dahin ein einfacher und in der Öffentlichkeit völlig unbekannter Pfarrer war, dessen Gesundheit als angeschlagen galt. Es gibt Hinweise darauf, dass bei der Ernennung des neuen Erzbischofs der badische Staat Einfluss hatte nehmen wollen und die Wahl deshalb auf den kränklichen einfachen Pfarrer fiel. Inthronisiert wurde Thomas Nörber am 29. September 1898, Konsekrator war der Mainzer Bischof Paul Haffner, assistiert von Weihbischof Justus Knecht und Bischof Dominikus Willi aus Limburg. Vom ersten Tag seiner Amtszeit an ergriff der neue Erzbischof allerdings mit starker Hand die Regierung.
Er setzte in den Jahren 1903 bis 1906 den Bau des Ordinariatsgebäudes in Freiburg durch. Auch zahlreiche Kirchen wurden in seiner Regierungszeit gebaut, neue Pfarreien und Kuratien sowie am 23. Januar 1902 die Stadtdekanate Freiburg, Karlsruhe und Mannheim errichtet. Daneben wurde ein Pensionsfonds für den Klerus gegründet, die Dekanate erhielten einheitliche Kapitelsstatuten und die Durchführung der Pfarr- und Kirchenvisitationen wurde neu geregelt. 1911 wurde auf seine Initiative das Missionsinstitut gegründet, das heutige Seelsorgeamt, und er war an der endgültigen Institutionalisierung des Deutschen Caritasverbandes und der Gründung des Freiburger Diözesan-Caritasverbandes beteiligt. 1916 gründete er mit der Zeitschrift das konradsblatt das offizielle Presseorgan der Erzdiözese. Er starb, fast auf den Tag genau, 22 Jahre nach seiner Wahl und wurde vor dem Sakramentsaltar im rechten Seitenschiff des Freiburger Münsters beigesetzt.
Nach ihm wurde im Ordinariat in Freiburg ein Saal benannt: Thomas-Nörber-Saal.